# Packard Light Eight
La Light Eight è un'autovettura costruita dalla Packard nel 1932.

## Il contesto
La Light Eight fu concepita per essere inserita alla base della gamma offerta dalla Packard, che era una Casa automobilistica famosa per le sue auto di lusso. Le concorrenti del modello erano vetture di classe medio-alta come quelle prodotte dalla LaSalle, dalla Buick e dalla Chrysler. Altri veicoli rivali furono quelli posizionati al vertice della gamma della Studebaker, della Hudson, della Nash, ecc. L'idea di commercializzare un modello con queste caratteristiche venne al management della Packard per ottenere un profitto aggiuntivo che mitigasse gli effetti della grande depressione che colpiva ormai tutti i settori industriali.
Negli anni trenta la Packard non era solita nell'effettuare modifiche annuali ai modelli in produzione: quando la dirigenza stabiliva che erano disponibili un numero sufficiente di miglioramenti e modifiche da applicare ai modelli, la Casa automobilistica di Detroit lanciava una nuova serie di vetture. La produzione Packard era, infatti, caratterizzata da una commercializzazione in serie, che erano contraddistinte da un numero ordinale. Così, la Light Eight fu introdotta nel gennaio del 1932 insieme al nuovo motore V12. Nello stesso anno fu anche lanciata la Twin Six, che portava il nome del primo modello Packard con motore V12 (costruito dal 1916 al 1923). Sia la Light Eight che la nuova Twin Six rimasero in produzione solamente nel 1932 e facevano parte della 9ª serie Packard.

## Caratteristiche tecniche
Le tecniche costruttive applicate alla Light Eight seguirono la tradizione Packard. Il modello possedeva un pesante telaio con longheroni ad X, ed aveva la classica trazione posteriore. Il passo era di 3248 mm. Il motore era un otto cilindri in linea da 5232 cm³ di cilindrata che aveva un rapporto di compressione di 6:0 ed erogava una potenza di 110 CV. Il differenziale era a coppia conica ipoide, mentre la batteria e la cassetta degli attrezzi erano installati sui parafanghi.
La vettura era riconoscibile a prima vista dalla griglia che aveva la tradizionale forma a “giogo di buoi” e dal muso a “paletta”. La versione chiusa della Light Eight possedeva una disposizione dei finestrini deflettori che non condivideva con nessun altro modello Packard.
Lo stesso motore utilizzato sulla Standard Eight fu anche impiegato sulla Light Eight, ma era più leggero. Questo propulsore aveva, per l'epoca, buone prestazioni.

## La tipologia di carrozzerie vendute
La Light Eight era disponibile in quattro tipi di carrozzerie:
- “Style # 553”: 4 porte, 5 passeggeri, berlina;
- “Style # 558”: 2 porte, 2/4 passeggeri, coupé con posto della suocera (cioè il sedile posteriore scoperto comune a molte auto degli anni venti e trenta);
- “Style # 559”: 2 porte, 2/4 passeggeri, roadster con posto della suocera;
- “Style # 563”: 2 porte, 5 passeggeri, coupé (talvolta chiamata "Victoria coupé")

## I prezzi e gli optional
Una Light Eight 4 porte, 5 passeggeri berlina costava 1.750 dollari, contro i 2,485 dollari di una simile Standard Eight berlina. Questa differenza di prezzo era sufficiente per acquistare una nuova Ford. Gli altri tre tipi di Light Eight costavano invece 1.795 dollari. Con questi prezzi, la Packard si pose l'obbiettivo di vendere 6.785 esemplari di Light Eight, ma lo scopo non fu raggiunto. Per fare un paragone, la ben introdotta Standard Eight, dal 23 giugno 1932 al 5 gennaio 1933, fu commercializzata in 7.669 esemplari. Il problema risiedeva nel fatto che la Packard non riuscì a realizzare profitti soddisfacenti con il prezzo di vendita della Light Eight, così come riusciva a fare con la Standard Eight.
Gli optional offerti erano la ruota di scorta montata sui due lati o sulla coda, l'illuminazione per il portacenere, la luce di coda montata sul lato destro, la griglia portabagagli, il paraurti posteriore che si sviluppava per l'intera larghezza del veicolo, le luci di parcheggio sui parafanghi e la scaletta per salire e scendere dalla vettura.

## La posizione nel mercato
La Light Eight fu commercializzata nella fascia più bassa del segmento delle auto di lusso. Come tale, l'idea avrebbe potuto funzionare, ma nella realtà dei fatti fallì. Il motivo risiedeva nella concorrenza delle altre Case automobilistiche, che con i loro modelli attraevano maggiormente i potenziali clienti. Inoltre, il lancio della Light Eight erose quote di mercato alla Standard Eight. Considerando che nel 1932 si era nel pieno della grande depressione, non deve meravigliare il fatto che molti acquirenti che erano intenzionati ad acquistare una Standard Eight alla fine comprarono una più economica Light Eight. Sebbene quest'ultima era offerta con caratteristiche meno lussuose, erano comunque presenti degli allestimenti che erano utilizzati anche sulle Packard di gamma superiore. Inoltre la Light Eight, avendo lo stesso motore da 110 CV della Standard Eight ma essendo più piccola e leggera, possedeva delle prestazioni superiori rispetto al modello citato.
La Packard però fece tesoro di questi problemi, ed infatti la Light Eight non fu inserita nella 10ª serie dell'anno successivo (1933). In quest'ultima la Standard Eight fu rinominata Eight, che comprendeva quattro versioni, tra cui l'erede della Light Eight. Sebbene il caratteristico “muso a paletta” fu eliminato, la peculiare disposizione dei finestrini deflettori venne invece mantenuta ed il particolare differenziale a coppia conica ipoide introdotto dalla Light Eight fu montato su tutte le Eight. Queste ultime però non erano molto economiche, dato che erano commercializzate dai 2.150 dollari della berlina ai 2.250 dollari della roadster.
Nonostante l'insuccesso della Light Eight, la Packard acquisì esperienza nella progettazione e nella commercializzazione di vetture di segmento medio-alto. Infatti nel 1935 lanciò sul mercato con esito positivo la One-Twenty, che si collocava nella stessa fascia della Light Eight e che cambiò per sempre la storia della Packard.